# Novouzensk
Novouzensk (del ruso: Новоузенск) es una ciudad del óblast de Sarátov, en Rusia, centro administrativo del raión homónimo. Está situada a la orilla izquierda del río Bolshói Uzen, en su desembocadura con el Chertanly, a 192 km (222 km por carretera) al sudeste de Sarátov. Su población alcanzaba los 16 873 habitantes en 2009.

## Historia
En 1760, el pueblo de Chertanla (Чертанла) fue creado por los viejos creyentes que habían emigrado a Polonia y que un edicto de Catalina II les había incitado a regresar a Rusia. Se desarrolló y recibió el estatus de ciudad, rebautizándose como Novi Uzen, en 1835. Más tarde su nombre sería transformado en Novouzensk.
Está situada en el medio de una región productora de cereales.

## Demografía
| 1897   | 1959   | 1970   | 1979   | 1989   | 1998   | 2002   | 2008   |
| ------ | ------ | ------ | ------ | ------ | ------ | ------ | ------ |
| 13 500 | 12 800 | 13 400 | 14 500 | 16 589 | 17 600 | 16 881 | 16 900 |

## Cultura y lugares de interés
La localidad cuenta con un museo de etnografía territorial.